# Olympieion (Athen)

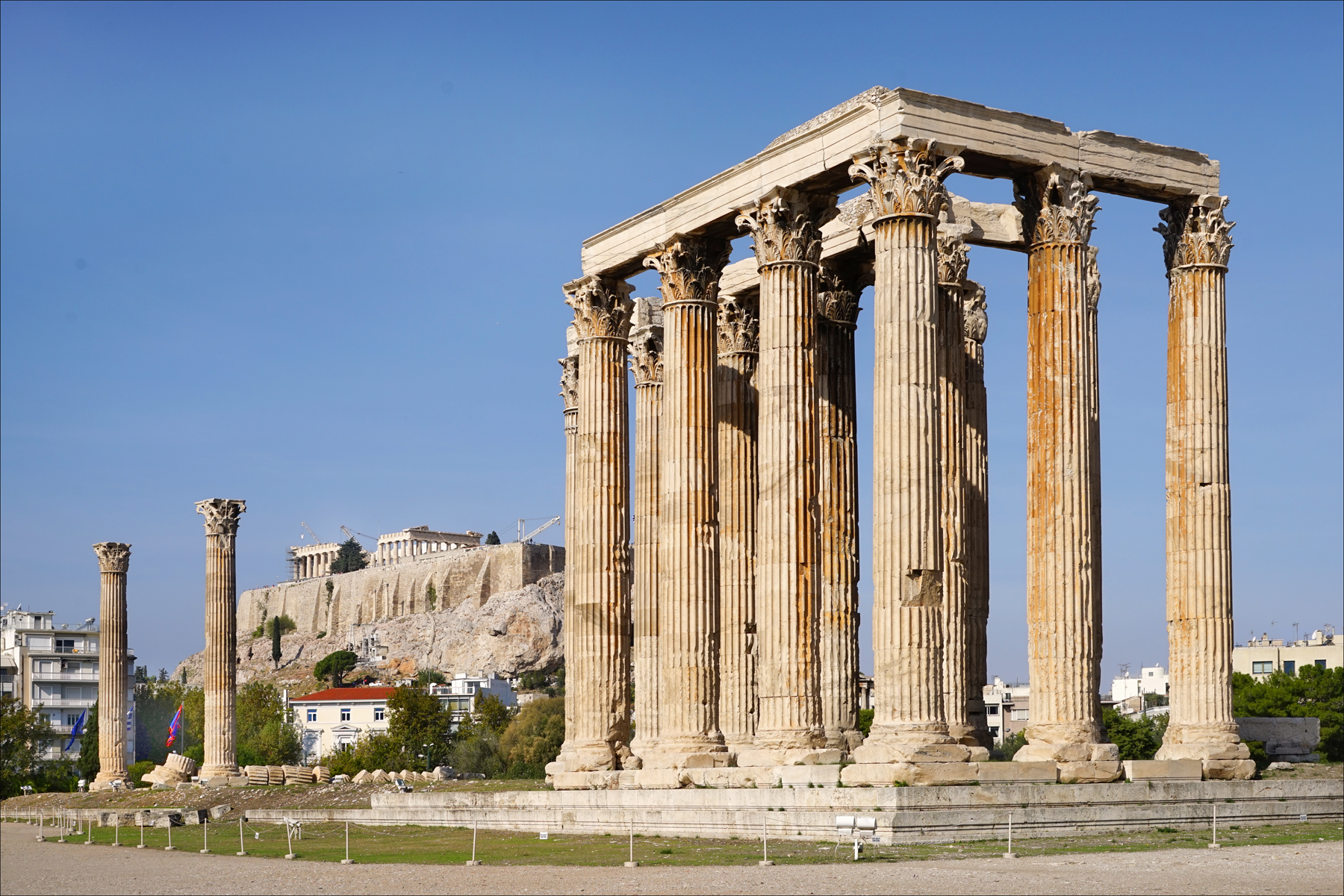
Ruinen des Olympieions (2016)

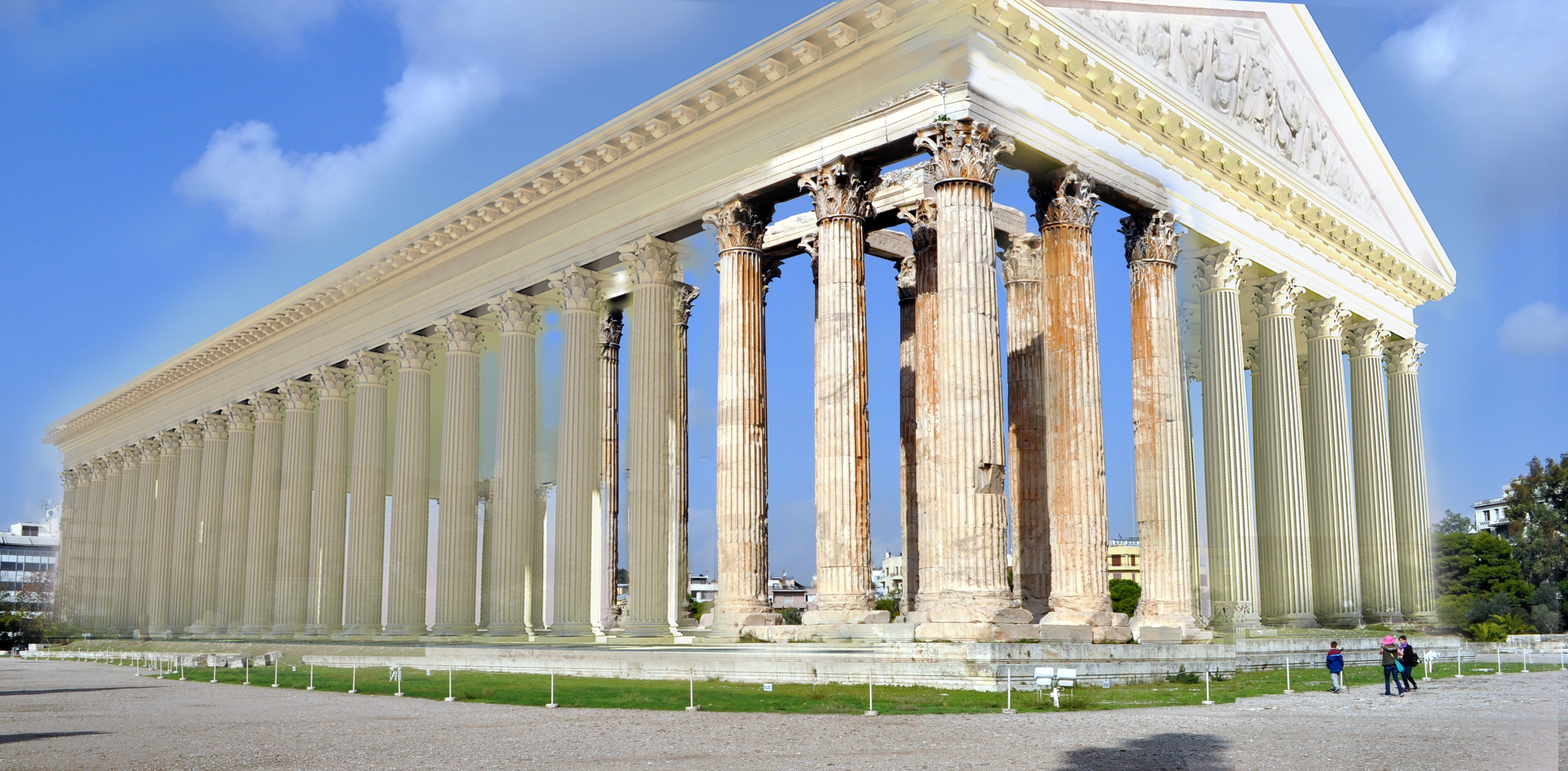
Wahrscheinliches Aussehen des Tempels in der Antike

Das Olympieion (auch Tempel des Olympischen Zeus) in Athen war einer der größten Tempel im antiken Griechenland. Der Bau geht auf das 6. Jahrhundert v. Chr. zurück, wurde aber erst unter dem römischen Kaiser Hadrian im 2. Jahrhundert n. Chr. vollendet. Das Olympieion befindet sich rund 500 m südöstlich der Akropolis.

## Geschichte
Die ältesten ausgegrabenen Baureste an dieser Stelle stammen wohl von einem Tempel aus der ersten Hälfte des 6. Jahrhunderts v. Chr., der wahrscheinlich unter der Tyrannis des Peisistratos erbaut wurde. Seine Söhne Hippias und Hipparchos ließen an dessen Stelle einen riesenhaften Tempel errichten, wohl nach dem Vorbild der kurz vorher begonnenen Dipteroi in Ionien. Nach dem Sturz der Tyrannis blieb der Bau unfertig. Die vorbereiteten Säulentrommeln wurden größtenteils für den Bau der Mauer des Themistokles verwendet. Weiteres Baumaterial wurde wahrscheinlich zum Bau des Vorgängerbaus des Parthenon auf der Akropolis herangezogen. Dass man Material aus einem Heiligtum entfernte, ist ungewöhnlich und legt nahe, dass der noch ungeweihte Bau eher als Denkmal der Tyrannenherrschaft aufgefasst wurde und nicht als Eigentum des Gottes Zeus. Ein Versuch in spätklassischer Zeit, zumindest den Naos zu vollenden, blieb ebenfalls in den ersten Anfängen stecken.
Erst im Hellenismus beauftragte 174 v. Chr. der mächtige und äußerst ambitionierte Seleukidenkönig Antiochos IV. den römischen Architekten Decimus Cossutius damit, einen Tempel auf dem alten Fundament zu errichten. Nach dem Tod des Königs 164 v. Chr. blieb der bereits weit gediehene Bau abermals unvollendet liegen. Nachdem Sulla 86 v. Chr. Athen erobert hatte, ließ er zwei Säulen des Olympieion nach Rom bringen und im Tempel des Jupiter Capitolinus verbauen. Während der Regierungszeit des Augustus wurde ein Versuch unternommen, den Tempel fertigzustellen und dem genius Augusti zu weihen. Doch erst unter Kaiser Hadrian, einem Bewunderer der griechischen Kultur, wurde das Olympieion um 131/132 n. Chr. nach dem unveränderten Plan des Cossutius endgültig vollendet und geweiht.
Wann und wie genau das Olympieion zerstört wurde, ist unbekannt, wahrscheinlich jedoch durch ein Erdbeben im Mittelalter. Danach wurden die Ruinen als Steinbruch benutzt. Mit archäologischen Ausgrabungen wurde 1883 begonnen.

## Architektur
Das Olympieion war nach dem ursprünglichen Plan ein Dipteros mit acht Säulen auf den Schmal- und 21 Säulen auf den Langseiten. Der Naos sollte von insgesamt 108 Säulen umringt werden, jeweils doppelte Reihen auf den Langseiten, sogar dreifache Reihen auf den Schmalseiten. Mit einer Grundfläche von 108 × 41 Metern am Stylobat war der Tempel wohl nicht zufällig fast ebenso lang wie das etwa zur selben Zeit unter dem Tyrannen Polykrates begonnene monumentale Heraion von Samos, der größte je errichtete Tempel Griechenlands (zum Vergleich: Der knapp 100 Jahre später errichtete Parthenon hatte Stylobatabmessungen von etwa 31 m auf 67 m). Ursprünglich wurde der Bau wohl in dorischer Ordnung geplant und begonnen – allerdings mit einigen Eigenheiten ionischer Architektur im Grundriss. Als Baumaterial wurde ein poröser Kalkstein verwendet. Von diesem Entwurf wurde kaum mehr als der Stufenbau fertiggestellt.
Das Aussehen der heutigen Ruine ist hingegen geprägt vom etwa 350 Jahre späteren Entwurf aus der Zeit des Hochhellenismus, den erst weitere 300 Jahre später Hadrian fertigstellen ließ. Der Grundriss wurde nur geringfügig verändert, die Säulenzahl auf den Langseiten wurde reduziert auf 20 Säulen in exakt gleichem Abstand. Statt der ursprünglich geplanten dorischen Säulen wurden hingegen nun etwa 17 m hohe korinthische Säulen errichtet, von denen 15 heute noch aufrecht stehen. Es handelt sich um den einzigen nachgewiesenen korinthischen Tempel Griechenlands. Als Baumaterial wurde für alle Bauteile pentelischer Marmor verwendet.
Der hellenistische Tempel erhob sich auf einer 44 × 110 Meter großen und 2 Meter hohen Krepis, die bis auf die unterste Stufe der Westseite ebenfalls aus Marmor bestand. Die Säulen mit ihren 24 ionischen Kanneluren standen auf attischen Basen mit aus zwei Blöcken gearbeiteten Plinthen. Die Basen des inneren Säulenringes waren hierbei etwas höher als die äußeren. Die korinthischen Kapitelle waren aus zwei Teilen gearbeitet. Das folgende Gebälk bestand aus Drei-Faszien-Architrav und glattem Fries. Vom Geison ist nur noch ein 49 cm hohes Zwischenglied erhalten, das mit Astragal, Eierstab und Zahnschnitt verziert ist. Die Sima war mit Löwenkopf-Wasserspeiern versehen. Die Gestaltung entsprach, abgesehen von den korinthischen Kapitellen, ganz der eines ionischen Tempels. Die genaue Gestaltung des Kernbaues ist unbekannt. Dass der Tempel als Hypäthraltempel geplant war, ist mit Hinweis auf Vitruv nicht zu belegen, da er den Tempel nur in einem unfertigen Zustand kannte. In augusteischer Zeit wurden Teile der Peristasis vervollständigt. Unter Hadrian erfolgte vermutlich die Eindachung, da er eine Gold-Elfenbein-Statue in den Tempel weihte, die allerdings auch in einem Adyton hätte untergebracht werden können.